# إيزابيل غارسيا
إيزابيل غارسيا (بالإسبانية: Isabel García Tejerina) (و. 1968  م) هي سياسية، واقتصادية، وقانونية، ومحامية إسبانية، ولدت في بلد الوليـد، هي عضوةٌ حزب الشعب، ترشحت في الانتخابات العامة الإسبانية 2015 ‏، وترشحت في الانتخابات العامة الإسبانية 2016 ‏.

## مناصب
تولت منصب عضو مجلس النواب الإسباني ‏ (منذ 20 مايو 2019)
- عضو مجلس النواب الإسباني  [لغات أخرى]‏ (15 يوليو 2016–21 مايو 2019)[5]
- عضو مجلس النواب الإسباني  [لغات أخرى]‏ (12 يناير 2016–19 يوليو 2016)[4]

.

## التعليم
تعلمت في جامعة مدريد التقنية، وتعلمت في جامعة بلد الوليد، وتعلمت في جامعة كاليفورنيا، دافيس
.